# Infinity
„Infinity“ е името на първия едноименен албум на аржентинската метъл група Бето Васкес Инфинити, издаден през 2001 г.
Стилът на албума е метъл/рок, съчетан с множество елементи от Бароковата музика.
Тъй като в групата няма вокал, в записите на албума участват гост-вокалисти. Могат да се чуят гласовете на Таря Турунен, Сабине Еделсбахер, Кендис Найт и Фабио Лионе.

## Песни
- 01. Until Dawn (Angels Of Light)
- 02. Wizard
- 03. The Battle Of The Past
- 04. Sadness In The Night

Voyagers Of Time
- 05. Through Times part I
- 06. Through Times part II
- 07. Golden Hair
- 08. Infinity Space
- 09. Through Times part III

- 10. The Laws Of The Future
- 11. Promises Under The Rain